# Заборув-Другий
Заборув-Другий (пол. Zaborów Drugi) — село в Польщі, у гміні Томашув-Мазовецький Томашовського повіту Лодзинського воєводства.
Населення — 238 осіб (2011).
У 1975-1998 роках село належало до Пйотрковського воєводства.

## Демографія
Демографічна структура станом на 31 березня 2011 року:
|          | Загалом | Допрацездатний вік | Працездатний вік | Постпрацездатний вік |
| -------- | ------- | ------------------ | ---------------- | -------------------- |
| Чоловіки | 112     | 24                 | 80               | 8                    |
| Жінки    | 126     | 24                 | 70               | 32                   |
| Разом    | 238     | 48                 | 150              | 40                   |